# Ракетні катери типу «Скельд»
Скельд (норв. skjold — щит) — клас ракетних катерів (прибережних корветів), що знаходяться на озброєнні ВМС Норвегії. Характерні високою швидкістю, малим світінням на радарах, малим розміром і при цьому серйозним озброєнням. Являє катамаран на повітряній подушці, що забезпечує високу швидкість і маневреність.
Перше в серії судно, Skjold (бортовий номер P960), було введено в експлуатацію у квітні 1999 року. Після випробувань, норвезький уряд ухвалив створення ще п'яти кораблів типу Skjold у червні 2002 року. Переговори за контрактом були завершені в липні 2003 року. Кораблі будуються на верфі Мандал Umoe.
Ці катери отримали назви: Storm (P961), Skudd (P962), Steil (P963), Glimt (P964), Gnist (P965). Storm (P961). Вони були спущені на воду у листопаді 2006 року і почали ходові випробування у січні 2008 року.

## Озброєння
Корабель озброєний вісьмома протикорабельними ракетами Kongsberg NSM, які були розроблені спеціально для катерів Skjold і фрегатів Нансен. Ракети NSM оснащені GPS-навігаторами і мають дальність стрільби до 150 км. Серійне виробництво NSM почалося у червні 2007 року.
Як ракети ППО ближнього радіуса дії використовуються ракети з інфрачервоним наведенням MBDA Mistral. Подвійні установки запуску розгорнуті на палубі. Ракети озброєні 3 кг боєголовками і мають радіус дії 4 км.
На катерах встановлена 76-мм гармата Oto Melara Super Rapid. Гармата має темп стрільби 120 пострілів на хвилину, і має прицільну дальність стрільби 16 км.
На кораблях встановлена радіолокаційні системи Ceros Saab 200 і оптико-електронна система управління вогнем, яка забезпечує управління вогнем ракет і гармати. Система Ceros включає в себе радар, цілевказівник, камери відеоспостереження, тепловізор, відео-трекер і лазерний далекомір.
Система РЛС MRR-3D-NG має легкі фазовані решітки і працює як для радіолокаційного спостереження, так і як самостійний давач системи оборони, з автоматичним перемиканням режимів. Вона здатна виявити цілі на відстані до 140 км, а в 3D-режимі спостереження здатна засікти ціль на відстані до 180 км. В автоматичному режимі може виявити і відстежити будь-які загрози в радіусі 60 км.

## Силова установка
Основним рушієм корабля є водомет. Водоструминні сопла можуть переміщатися незалежно один від одного, що дає можливість катерам класу Skjold рухатися боком без бічного гвинта.
Як двигун на кораблі застосовується система CODAG (комбінація дизельних двигунів та газових турбін). Вона складається з двох газотурбінних двигунів Rolls-Royce Allison 571KF, кожен потужністю по 6000 кВт (8160 к.с.), і двох допоміжних двигунів MTU 6R 183 TE52 потужністю 275kW кожен. Вони забезпечують максимальну швидкість понад 100 км/год. (55 вузлів).
На останніх кораблях серії Skjold рухова установка буде складатися з чотирьох газових турбін Пратт Уітні — двох ST18M потужністю по 4000 кВт і двох ST 40M по 2000 кВт.

## Представники
| Бортовий номер | Назва  | Закладений         | Спущений на воду      | Вступив у стрій     | Примітки                           |
| -------------- | ------ | ------------------ | --------------------- | ------------------- | ---------------------------------- |
| P960           | Skjold | 4 серпня 1997 року | 22 вересня 1998 року  | 17 квітня 1999 року | Назва означає «Щит» норвезькою     |
| P961           | Storm  | жовтень 2005 року  | 1 листопада 2006 року | 9 вересня 2010 року | Назва означає «Шторм» норвезькою   |
| P962           | Skudd  | березень 2006 року | 30 квітня 2007 року   | 28 жовтня 2010 року | Назва означає «Постріл» норвезькою |
| P963           | Steil  | жовтень 2006 року  | 15 січня 2008 року    | 30 червня 2011 року | Назва означає «Впертий» норвезькою |
| P964           | Glimt  | травень 2007 року  |                       | березень 2012 року  | Назва означає «Спалах» норвезькою  |
| P965           | Gnist  | грудень 2007 року  |                       | листопад 2012 року  | Назва означає «Іскра» норвезькою   |